# راهی طولانی تا فینچلی
راهی طولانی تا فینچلی (انگلیسی: The Long Walk to Finchley) یک تله‌فیلم درام بریتانیایی است که در سال ۲۰۰۸ از شبکهٔ بی‌بی‌سی چهار پخش شد. این فیلم دربارهٔ سال‌های آغازین فعالیت‌های سیاسی مارگارت تاچر است.

## بازیگران
- آندره‌آ ریسبرو در نقش مارگارت تاچر
- روری کینیار در نقش دنیس تاچر
- ساموئل وست در نقش ادوارد هیت
- فیلیپ جکسون
- مایکل کاکرن
- سیلوسترا لو توزل
- جفری پالمر
- الیور فورد دیویس
- جورجی گلن
- جیمز لورنسن
- جافری وایت‌هد
- جاناتان آریس
- جافری بیورز